# Percival Ewart Appleby
Percival Ewart Appleby, kanadski letalski častnik, vojaški pilot in letalski as, * 27. junij 1894, Cape Breton, Nova Škotska, † maj 1968.
Nadporočnik Appleby je v svoji vojaški službi dosegel 6 zračnih zmag.

## Življenjepis
Med prvo svetovno vojno je bil od 27. januarja 1918 pripadnik Kraljevega letalskega korpusa.
17. maja istega leta je bil dodeljen 104. eskadrilji, kjer je služil kot letalski opazovalec na D.H.9.

## Odlikovanja
- Distinguished Flying Cross (DFC)